# Хаят, Зафар
Зафар Хаят (англ. Zafar Hayat, 31 марта 1927) — пакистанский хоккеист (хоккей на траве), полузащитник. Серебряный призёр летних Олимпийских игр 1964 года.

## Биография
Зафар Хаят родился 31 марта 1927 года.
В 1962 году в составе сборной Пакистана завоевал золотую медаль хоккейного турнира летних Азиатских игр в Джакарте.
В 1964 году вошёл в состав сборной Пакистана по хоккею на траве на Олимпийских играх в Токио и завоевал серебряную медаль. Играл на позиции полузащитника, провёл 3 матча, мячей не забивал.
В 1960—1964 годах провёл за сборную Пакистана 25 матчей, забил 1 мяч.